# Elson Hooi
Elson Hooi (Willemstad, 1 de outubro de 1991) é um futebolista profissional curaçauense que atua como meia.

## Carreira
Elson Hooi integrou a Seleção Curaçauense de Futebol na Copa Ouro da CONCACAF de 2017.